# 엘에스코리알
마드리드 엘에스코리알 수도원 및 왕령지(스페인어: Monasterio y Sitio de El Escorial en Madrid)는 일반적으로 에스코리알 수도원(스페인어: Monasterio del Escorial), 엘에스코리알(스페인어: El Escorial)이라는 이름으로 알려진 스페인 군주의 역사적 거주지다. 스페인의 왕령지 가운데 하나로서 수도원, 바실리카, 왕궁, 판테온, 도서관, 대학, 학교, 병원 등 역할을 했다. 스페인 수도인 마드리드에서 북서쪽으로 약 45km 정도 떨어진 산로렌소데엘에스코리알 마을에 있으며, 엘에스코리알 마을에서 2.06km, 계곡에서 도로로 4.1km 정도 올라간 곳에 있다.
엘에스코리알은 역사적, 문화적 의미가 있는 2개 거대한 건축물 단지로 구성되어 있는데 왕실 수도원 그 자체와 약 5km 떨어진 곳에 있는 왕실의 사냥 오두막이자 수도원의 휴양지인 라 그라니야 데 라 프레스네다(La Granjilla de La Fresneda)이다. 이러한 장소들은 이중성 있다. 즉 16세기와 17세기에 스페인 왕정의 권력과 스페인의 로마 가톨릭교회의 기독교적인 우위가 건축을 통해 결합된 공통 현상을 발견한 곳이었다. 따라서 엘에스코리알은 곧 수도원이자 스페인의 왕궁이다. 원래는 히에로니무스 수사회 소속 수도사들의 재산이었지만 나중에 성 아우구스티누스 수사회에서 운영하는 수도원이 되었다. 이 곳은 기숙학교(알폰소 12세 왕립 학교, Real Colegio de Alfonso XII)이기도 했다.
스페인 펠리페 2세 국왕은 16세기 변화에 대응하여 오랜 치세(1556년 ~ 1598년) 상당 부분과 개신교 교세 확장을 막고자 신대륙에 생산한 금 공급의 상당 부분을 바쳤다. 오랜 기간에 걸친 펠리페 2세 국왕 노력은 부분적으로 성공적이었지만 엘에스코리알에 건축물 단지를 건설한 펠리페 2세 국왕의 결정은 이보다 훨씬 더 이른 30년 전 부드러운 표현이 있었다.
펠리페 2세 국왕은 스페인 건축가인 후안 바우티스타 데 톨레도를 설계 협력자로 고용했다. 후안 바우티스타는 자신의 생애 대부분을 로마에서 보냈고 성 베드로 대성당 건립에 참여했다. 후안 바우티스타는 나폴리에서 총독 추천을 받으면서 펠리페 2세 국왕의 주목을 받았다. 펠리페 2세 국왕은 1559년에 후안 바우티스타를 궁정 건축가로 임명했고 그들은 기독교 세계 중심으로서 스페인 역할을 기념하는 건축물로 엘에스코리알을 함께 설계했다.
1984년에는 유네스코(UNESCO, 유엔 교육 과학 문화 기구)가 엘에스코리알 왕령지를 세계문화유산으로 등재했다. 엘에스코리알은 마드리드 출신 주간 여행객들이 자주 찾는 인기 있는 관광 명소로서 매년 500,000명 이상 관광객이 엘에스코리알을 방문한다.

## 설계와 구상

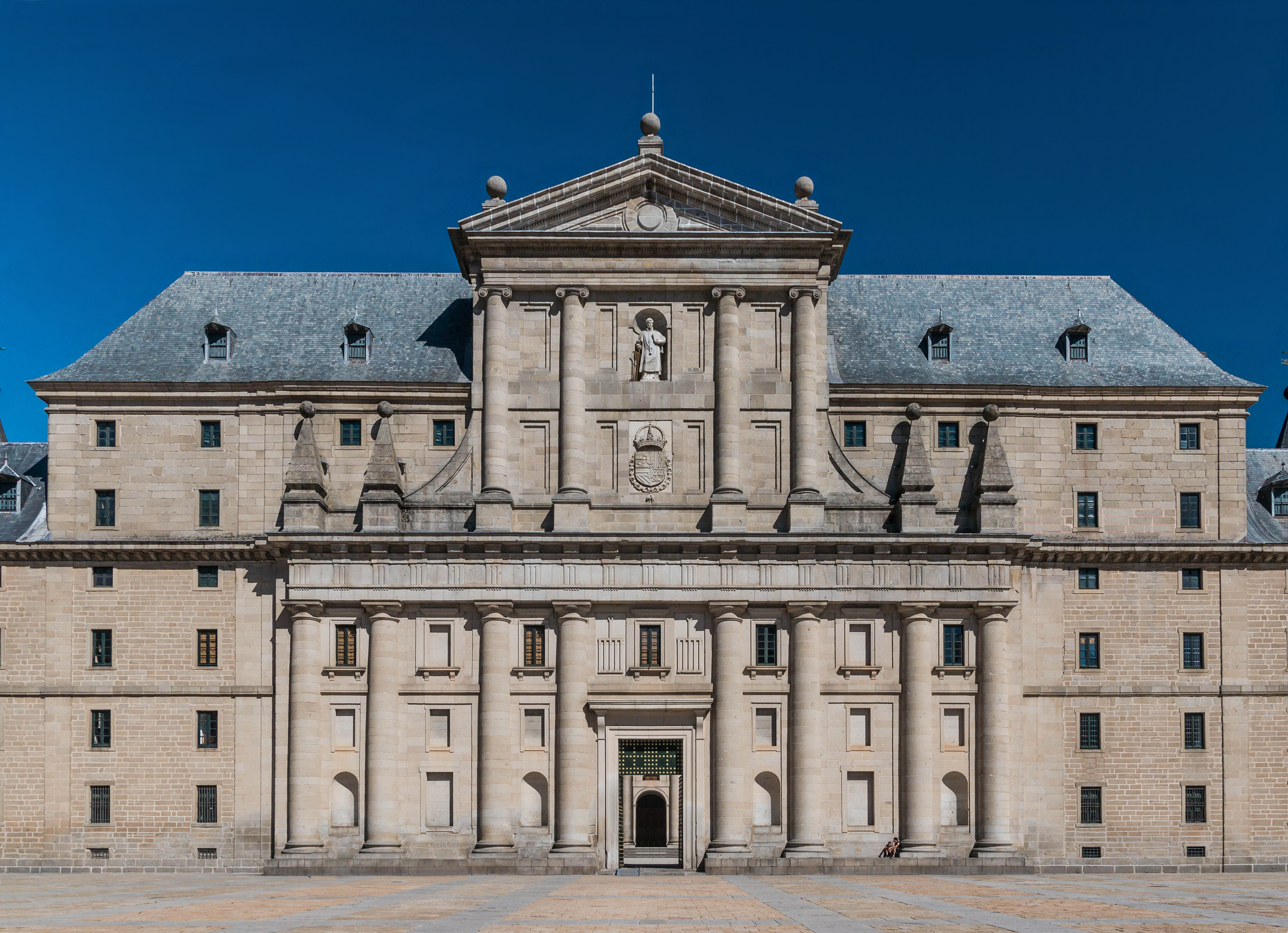
수도원의 서쪽 정면

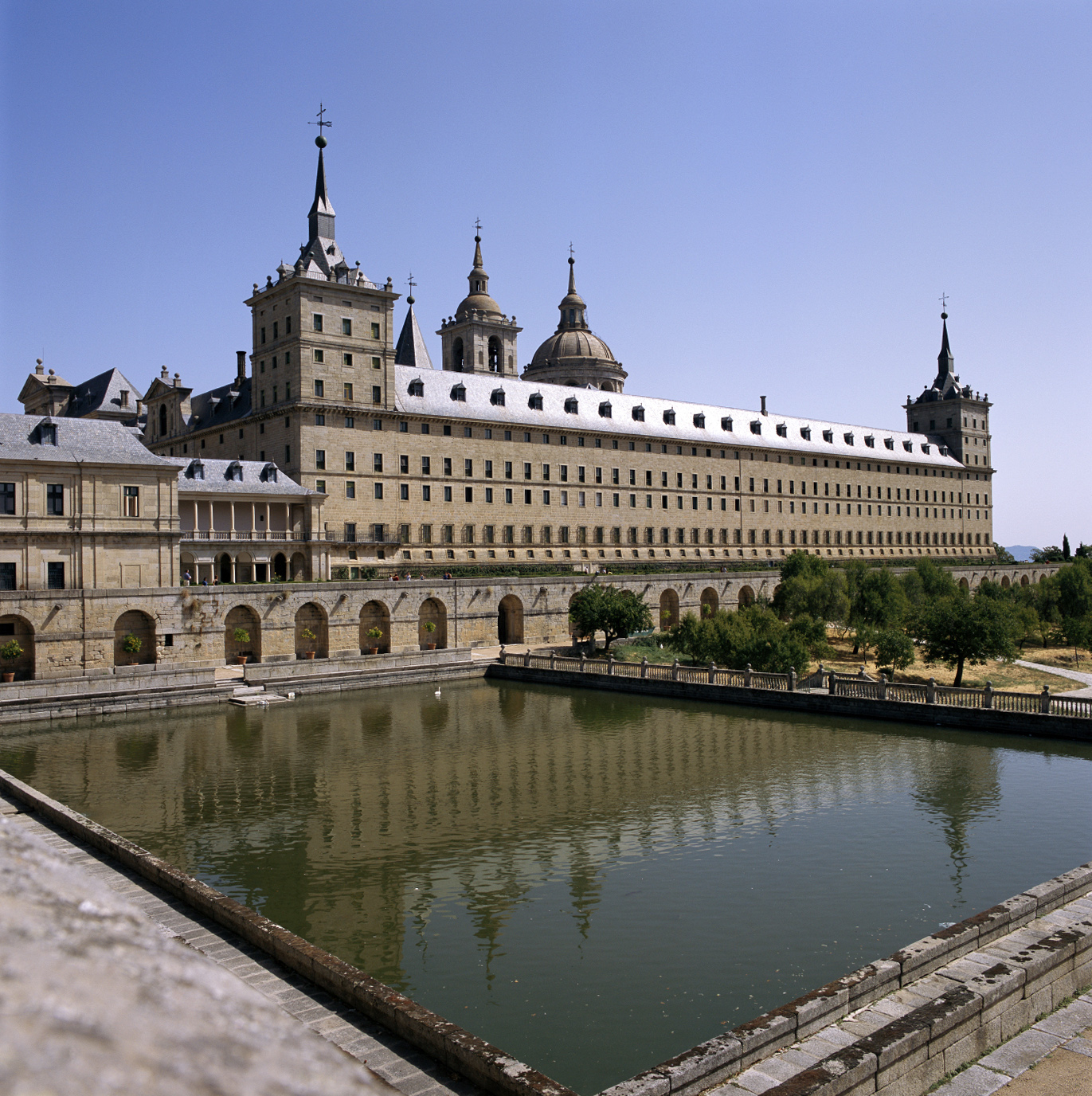
수도원과 수원지에 비친 모습

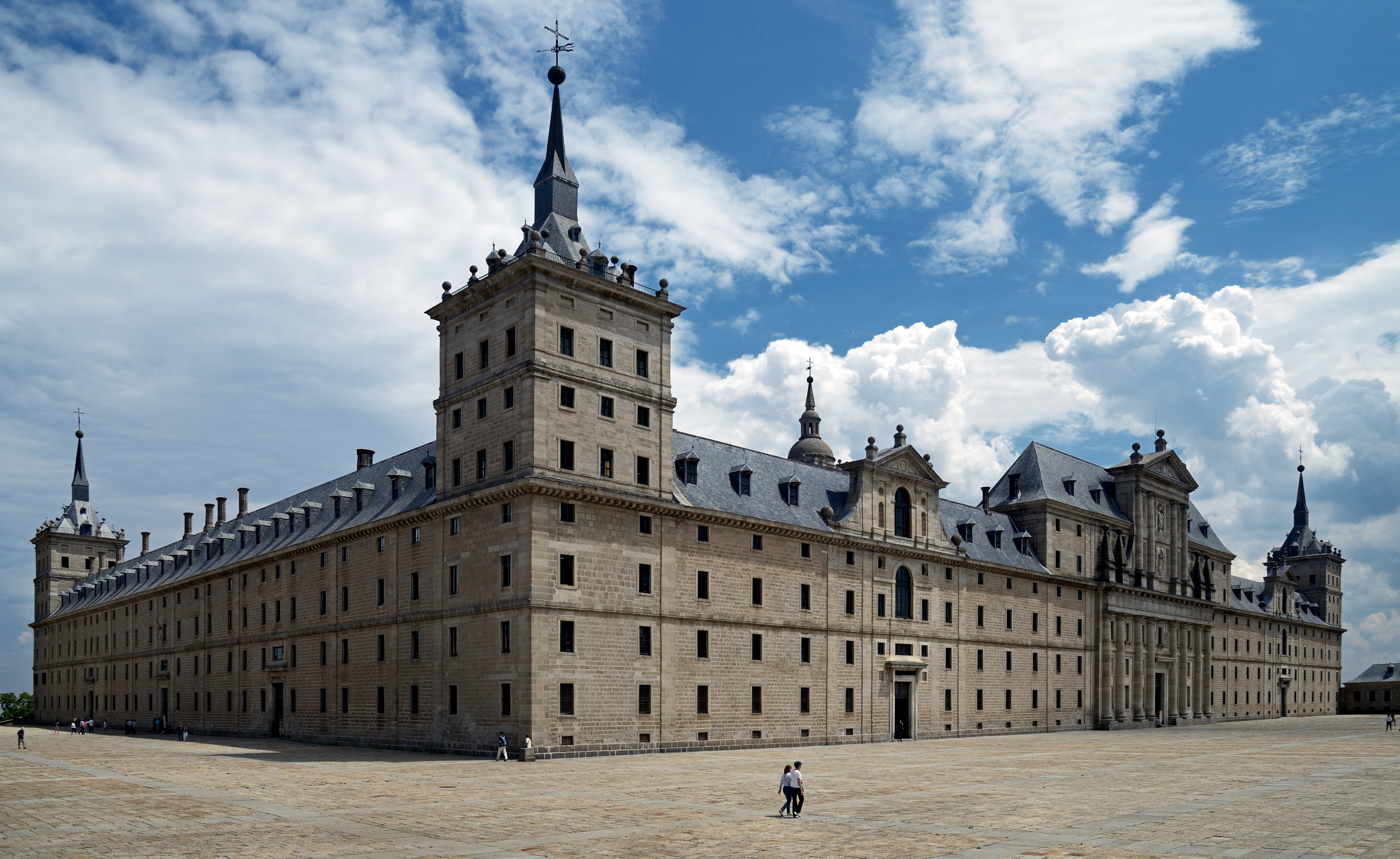
북서쪽에서 본 엘에스코리알

엘에스코리알은 과다라마산맥의 아반토스산 기슭에 위치하고 있다. 왕궁의 부지에 대한 명백한 선택이라고 판단하기에 어려운 이 견고한 위치는 스페인의 펠리페 2세 국왕이 선택했다. 펠리페 2세는 1557년에 피카르디에서 일어난 생캉탱 전투에서 앙리 2세 국왕이 이끌던 프랑스 군대를 상대로 승리를 기록한 스페인 군대를 기념하기 위해 이 곳에 거룩한 건축물을 지으라고 명령했다. 펠리페 2세는 또한 엘에스코리알 단지가 스페인의 카를로스 1세 국왕(신성 로마 제국의 카를 5세 황제)과 이자벨 드 포르투갈 왕녀 부부, 자신과 그의 후손들의 유해를 매장할 공동묘지 역할을 할 것이라고 판단했다. 또한 펠리페 2세는 엘에스코리알을 반종교 개혁의 원인에 도움이 되는 연구의 중심지 역할을 하려는 계획을 세웠다.
이 건축물의 주춧돌은 1563년 4월 23일에 세워졌다. 건축물의 설계와 건설은 후안 바우티스타 데 톨레도가 감독했는데 후안 바우티스타는 이 계획의 완성을 끝내 못 보고 1567년에 사망하고 만다. 엘에스코리알의 건설 방향은 후안 바우티스타 데 톨레도의 견습생인 후안 데 에레라에게 전달되었고 1584년에 이 건축물이 공사를 시작한 지 무려 21년 만에 완성되었다. 오늘날 "엘에스코리알을 만들다"(la obra de El Escorial)라는 문장은 일을 끝내는 데에 오랜 시간이 걸리는 것을 나타내는 스페인 속담이다.

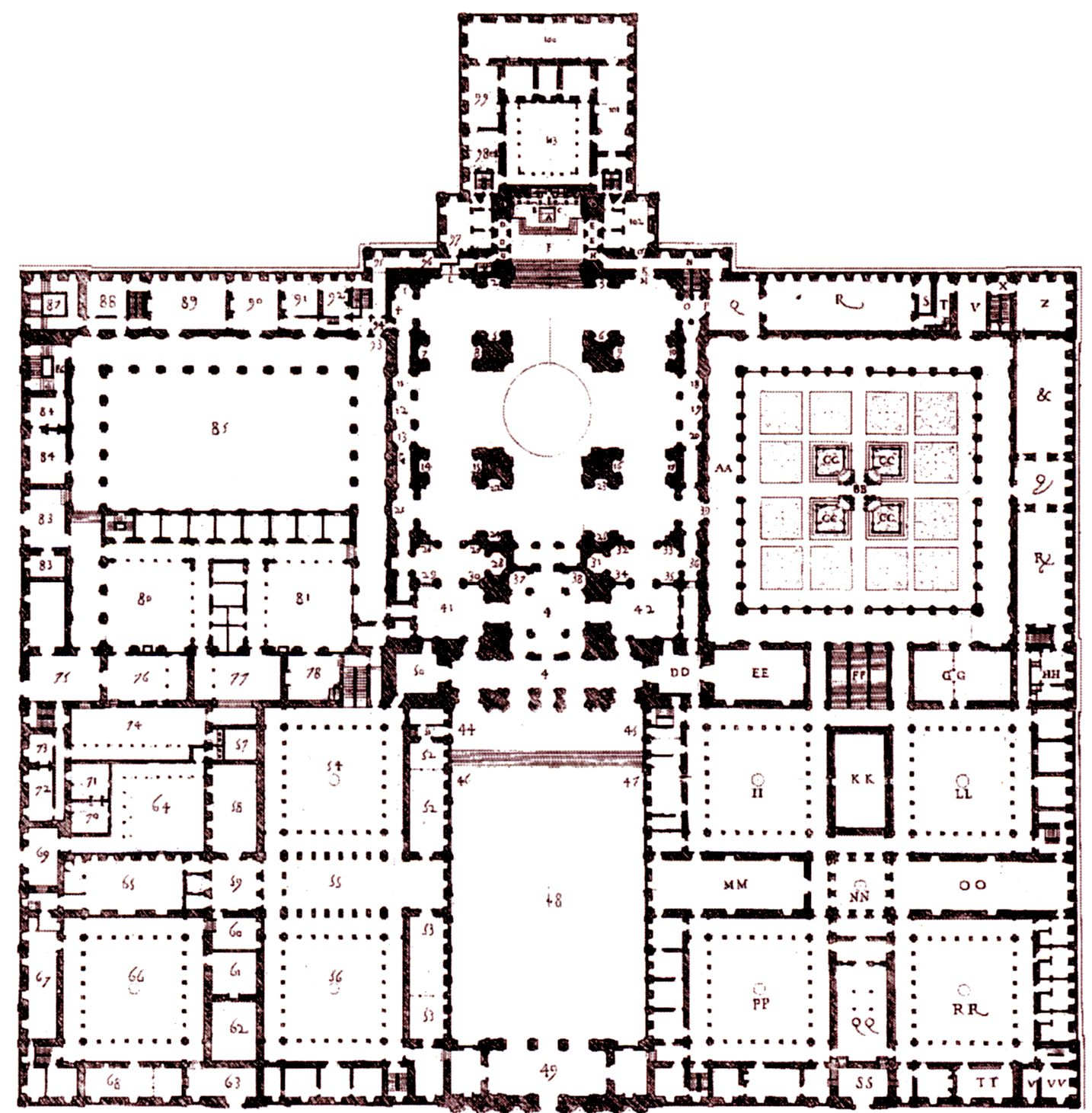
솔로몬 신전의 평면도를 바탕으로 하여 제작된 엘에스코리알의 평면도

엘에스코리알은 완성된 이후에 약 500년 동안에 걸쳐 합스부르크가, 부르봉가에 이르는 스페인의 군주들의 묘소로 사용되고 있다. 왕들의 판테온에는 신성 로마 제국의 카를 5세 황제(스페인의 카를로스 1세 국왕), 펠리페 2세, 펠리페 3세, 펠리페 4세, 카를 2세, 루이스 1세, 카를 3세, 카를 4세, 페르난도 7세, 이사벨 2세, 알폰소 12세, 알폰소 13세 국왕이 안장되어 있지만 펠리페 5세, 페르난도 6세, 아마데오 1세 국왕은 이 곳에 안장되어 있지 않다.
이 건축물의 평면도는 격자 모양을 띠고 있다. 전통적인 믿음은 3세기에 석쇠 위에서 고문을 받고 순교한 기독교 성인인 라우렌시오를 기념하기 위해 선택되었다는 것이다. 성 라우렌시오의 축일은 1557년에 일어난 생캉탱 전투와 같은 8월 10일이다.
그러나 사실 이 건축물의 배치의 기원에 대해서는 상당한 논란이 되고 있다. 후안 데 에레라가 원래의 개념에서 정면에 있던 6개의 내부 탑을 제거할 때까지 완전히 모습을 드러내지 않았던 그릴과 같은 모양은 결코 엘에스코리알에게만 고유한 것이 아니었다. 다른 건축물들은 교회나 성당에 정면을 두고 건축되었다. 1441년에 건립된 케임브리지 대학교 킹스 칼리지, 1456년에 안토니오 필라레테에 의해 밀라노에서 최초로 건립된 오랜 역사를 가진 병원인 오스페달레 마조레는 내부 정원이 있는 또다른 격자 문양을 띤 건축물이다. 사실 이 대략적인 디자인의 궁전들은 비잔티움 제국이나 아랍 세계에서 흔했다. 엘에스코리알과 유사한 구조는 세비야의 알카사르, 그라나다의 알람브라 궁전에서 찾을 수 있는데 엘에스코리알처럼 2개의 정원이 연속적으로 단지의 정문을 완전히 밀폐된 예배 장소와 분리한다.
그럼에도 불구하고 바닥의 구상에 관한 기원에 대한 가장 설득력 있는 이론은 솔로몬 신전과 같은 유대인 사원의 복제에 관한 이론이다. 고대 로마의 유대인 역사학자인 플라비우스 요세푸스는 하늘을 향해 열려 있는 안뜰과 이어진 제2의 주랑 현관과 제2의 안뜰은 모든 회랑과 폐쇄된 통로를 통해 "성스러운 성역"을 형성한다는 이론을 내세웠다. 또한 바실리카의 입구 양쪽에 설치한 다윗과 솔로몬의 동상이 설계의 진정한 기원이라는 이론에 무게를 더한다. 다윗과 같은 카를 5세와 같이 전사와 같은 인물들, 카를 5세의 아들이자 무신경하고 아주 현명하고 신중한 성격을 가진 펠리페 2세 사이에 좀 더 개인적인 연관성이 그려지기도 한다. 같은 주제를 외치면서 솔로몬의 전설적인 지혜를 일깨워주는 엘에스코리알 대사관의 중앙에 위치한 프레스코 벽화는 펠리페 2세가 갖고 있던 위대한 유대인 왕에 대한 집착, 사려 깊고 논리적인 성격, 그의 비범함이 담긴 기념비적인 신전을 의미한다.

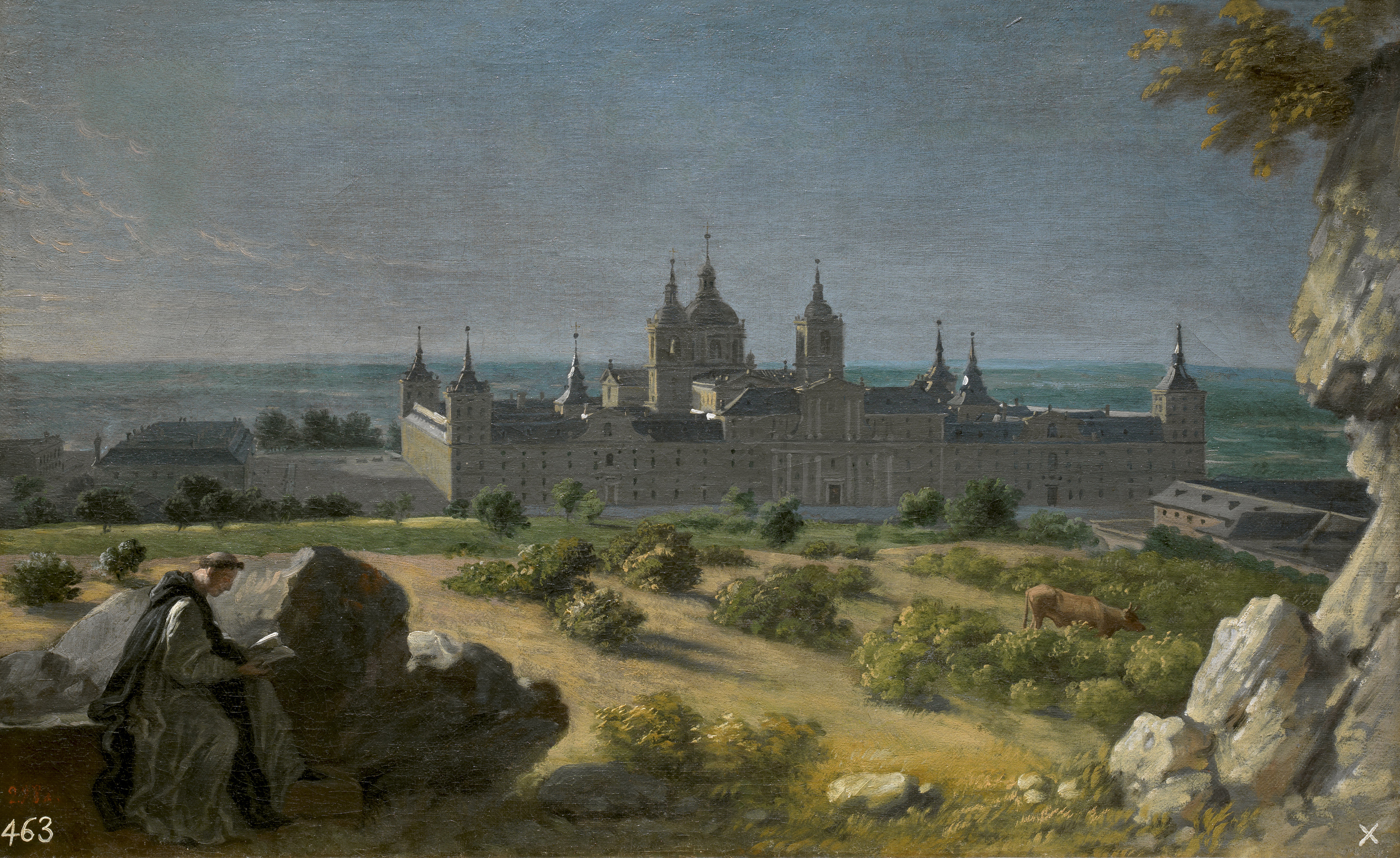
미셸앙주 우아스의 그림에 등장하는 엘에스코리알 (1723년 제작)

실제로 엘에스코리알의 기초가 된 솔로몬 신전 디자인은 펠리페 2세가 건축물을 제공하기 위한 추가 기능과 목적을 수용할 수 있도록 광범위하게 수정되었다. 이를 계기로 엘에스코리알은 수도원 뿐만 아니라 판테온, 성당, 수녀원, 도서관, 왕궁 역할을 하게 되었다. 이러한 모든 기능에 부합하기 위해 건축물의 크기가 원래 구상보다 2배 정도 확대되었다.
엘에스코리알은 주로 현지에서 채석한 회색 화강암, 사각형이거나 드문드문한 장식을 띤 화강암으로 건립된 것이 특징이다. 엘에스코리알은 외관상으로는 수도원이나 궁전보다 요새 같아서 소박하고 무서운 편이다. 이 건축물은 거대한 사각형의 형태를 취하고 있는데 이 사각형은 가로 약 224m × 세로 약 153m에 달하는 교차 통로, 안뜰, 방들에 둘러싸여 있다. 4개의 모퉁이에는 각각 첨탑에 둘러 쌓인 정사각형 모양을 띤 탑이 있으며, 나머지 부분보다 높은 복잡한 중심부는 바실리카의 뾰족한 종탑과 둥근 돔을 형성한다. 펠리페 2세는 톨레도에서 "건축가는 건설의 간소함, 전체적인 엄격함, 오만함이 없는 귀족, 과장이 없는 위엄을 가져야 한다."고 간단하고 분명하게 지시했다.
이러한 명백한 목적과는 별개로 엘에스코리알 단지는 거대한 예술의 창고이기도 하다. 티치아노, 틴토레토, 벤베누토 첼리니, 엘 그레코, 디에고 벨라스케스, 로히어르 판 데르베이던, 파올로 베로네세, 알론소 카노, 호세 데 리베라, 클라우디오 코에요를 비롯한 거장들의 명작들이 이 곳에 전시되어 있다. 도서관에는 값어치가 없는 수 천개의 만물을 포함하고 있는데 예를 들어 1603년부터 1627년까지 모로코를 통치했던 술탄인 지단 아부 말리와 관련된 수집품들이 엘에스코리알에 보관되어 있다. 잠바티스타 카스텔로는 웅장한 대형 계단을 설계했다.

## 건축물의 구조
위대한 건축물의 부분들을 조리 있게 묘사하기 위해서는 서쪽 정면의 중앙에 위치한 정문을 시작으로 하여 상상 속의 도보 여행을 하는 것이 유용할 수 있다.

### 왕들의 안뜰

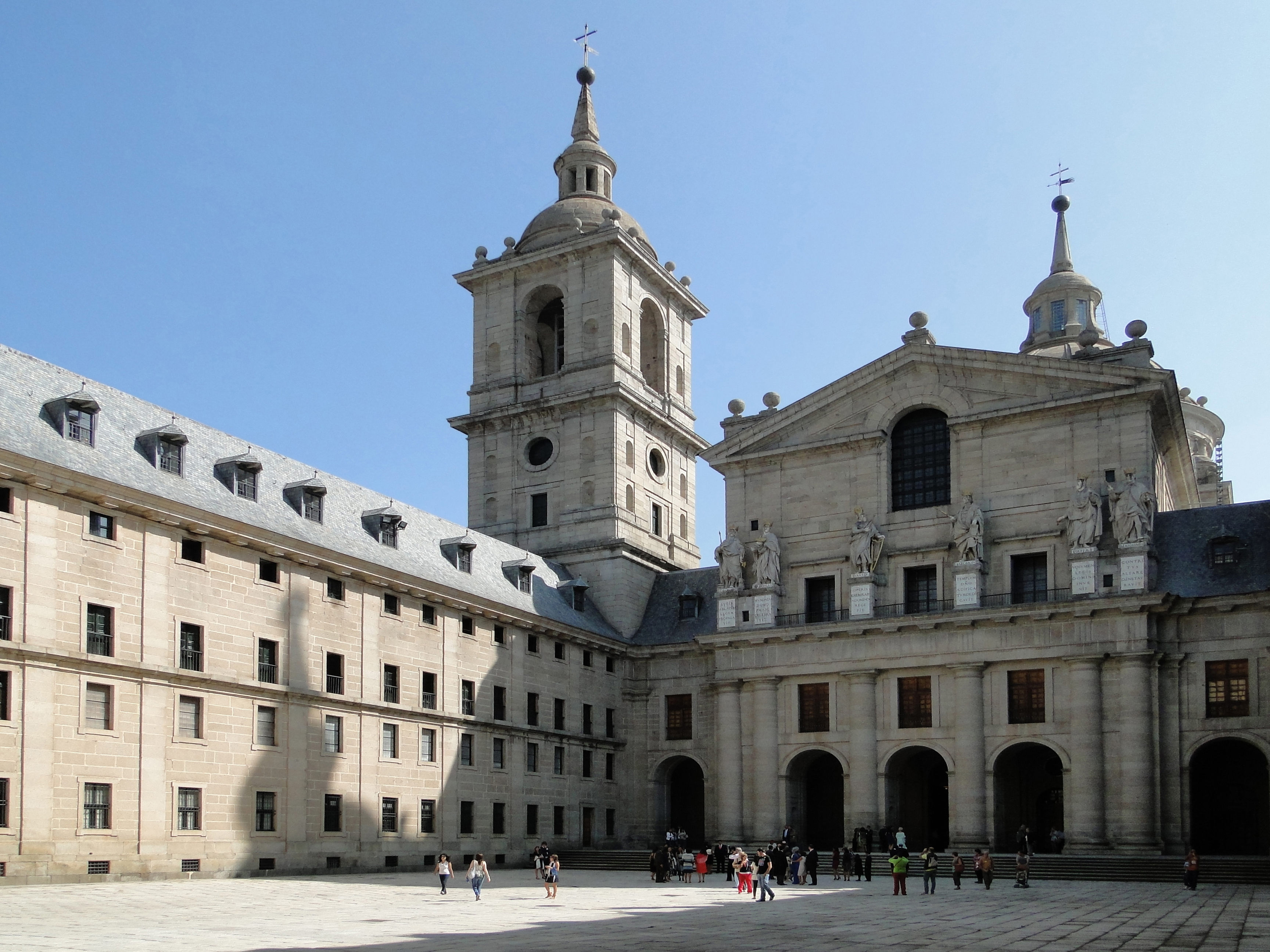
왕들의 안뜰과 바실리카

엘에스코리알에 도착하자마자 가장 먼저 발견되는 것은 메인 파사드이다. 여기에는 3개의 문이 있다: 가운데 하나는 "왕들의 안뜰"(Patio de los Reyes)로 이어지고 옆문은 학교로, 다른 하나는 수도원으로 이어진다. 전면에는 성인의 이미지가 자리 잡은 틈새 공간이 있다. 안뜰의 이름은 뒤쪽에 위치한 바실리카의 앞면을 장식하고 있는 유다 왕들의 동상들에서 유래되었다. 이 장엄한 바실리카는 그리스 십자가 모양의 바닥과 로마의 성 베드로 대성당에서 영감을 받은 거대한 둥근 지붕을 갖고 있다. 신도석은 루카 조르다노의 프레스코 벽화로 장식된 협곡 모양의 천장에 뒤덮여 있다. 커다란 바실리카는 붉은 대리석을 띤 계단과 함께 바실리카의 절정 가운데 하나를 형성한다. 주요 제단의 높이는 30m이고 티발디, 추카리디, 레오니가 제작한 총동 조각상과 캔버스를 발견할 수 있는 다양한 크기의 격실로 나뉜다. 참사회의장과 성구 보관실에는 벨라스케스의 《호세의 외투》, 티치아노의 《최후의 만찬》, 클라우디오 코에요의 《카를로스 2세에 의한 성스러운 경배》를 비롯한 그림들이 전시되어 있다.
바실리카의 왕족 예배당 지하에는 스페인의 국왕들의 묘소로 사용된 왕실 묘소가 있는데 이 묘지는 대리석으로 만들고 팔각형 모양을 띤 것이 특징인 바로크 양식의 묘지이다. 묘지 안에는 카를로스 1세 이후의 스페인의 역대 군주들이 안장되어 있는데 펠리페 5세, 페르난도 6세, 아마데오 1세를 제외한 모든 군주들이 이 곳에 안장되어 있다. 후안 카를로스 1세 국왕의 아버지인 후안 데 보르본은 스페인의 국왕으로 즉위하지는 않았지만 이 묘소에 안장되어 있다. 돌결이 나 있는 대리석으로 만든 제단 너머에는 울타리를 두르고 있으며 석관은 청동과 대리석으로 만들었다. 또한 왕위 계승을 하지 못한 왕비의 시신과 왕자, 왕녀의 유해가 안치된 판테온도 있는데 이 부분은 19세기에 건립되었다.
바실리카 다음에는 전도사의 안뜰이 있다. 이 곳은 후안 데 에레라가 건립한 장엄한 파빌리온이 있는 정원에 둘러싸인 테라스가 있는데 그 안에는 전도사들의 조각상이 남아 있다. 안뜰 주변에는 주된 회랑의 화랑이 있는데 이 곳에는 구속의 역사가 담긴 프레스코 벽화가 장식되어 있다. 동쪽 화랑에는 《스페인의 군주들의 영광》을 묘사한 프레스코 벽화가 장식된 아치형 천장, 대형 계단이 있다.

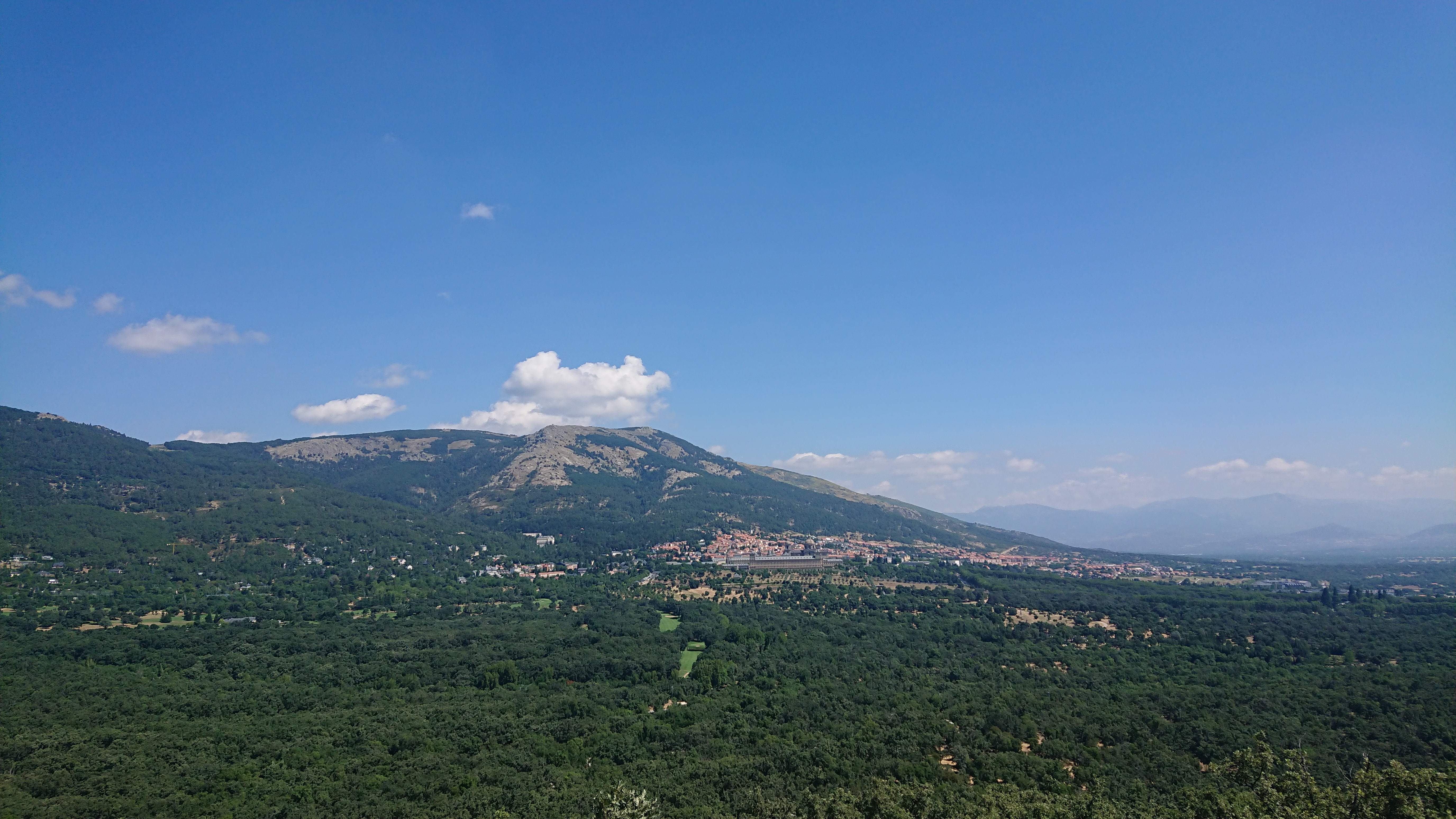
펠리페 2세의 궁전에서 본 엘에스코리알

전도사의 안뜰 다음에는 바실리카의 사제관 뒤쪽에 위치한 왕가의 집(Casa del Rey)으로 알려져 있는 오스트리아궁(Palacio de los Austrias)이 있다. 궁전의 외관에는 이탈리아 양식을 띤 수원지가 궁전 주변을 둘러싸고 있다. 왕가의 집 안쪽에는 산켄틴과 이게루엘라 간의 전투를 소재로 한 프레스코 벽화가 그려진 전쟁의 현관(Sala de las Batallas)이 있다. 다음 건축물에는 펠리페 2세와 인판타 이사벨 클라라 에우헤니아의 방이 있다. 또 다른 건축물은 펠리페 2세가 사망하던 당시에 사용된 침대가 전시된 알코바 델 레이의 건축물이다.

### 바실리카

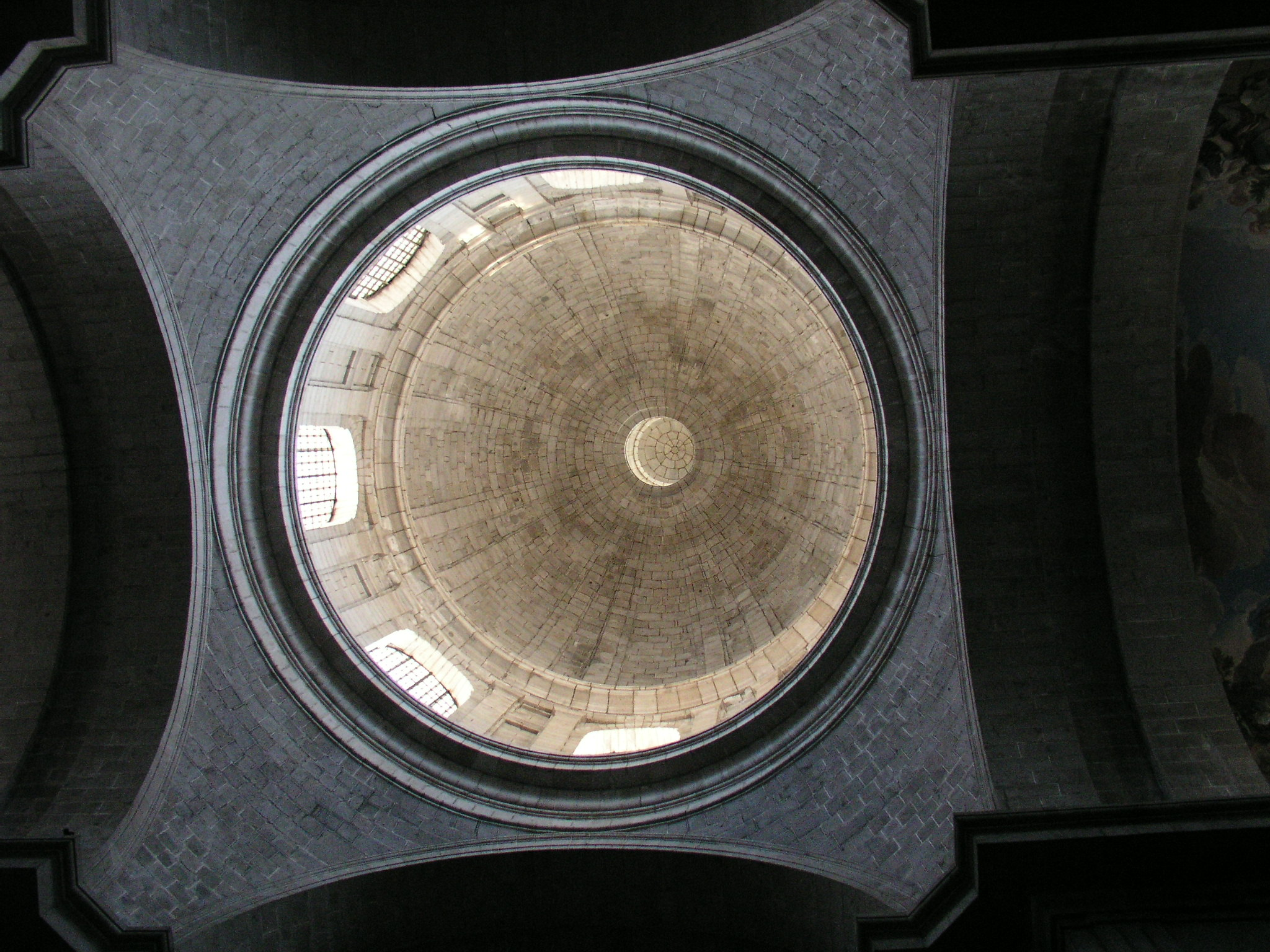
엘에스코리알의 바실리카의 돔 부분

엘에스코리알의 중심 건축물인 산로렌소 엘레알의 바실리카는 원래 서유럽의 후기 고딕 대성당의 대부분과 마찬가지로 라틴 십자가를 취하도록 설계되었다. 이와 같이 동서쪽 방향의 축에는 긴 신랑을 갖고 있는데 하나는 북쪽으로, 하나는 바로 반대쪽으로, 하나는 서쪽 입구와 높은 제단 사이의 약 3/4 길이로 교차하고 있다. 이 계획은 후안 데 에레라에 의해 길이가 모두 같은 4개의 팔을 가진 형태인 그리스 십자가로 수정되었다. 이러한 접근 방식의 전환과 동시에 교회 서쪽 끝에 있는 종탑은 크기가 다소 축소되었고 제단 위에 서 있는 작은 반돔은 그리스 십자가의 네 팔이 만나는 교회의 중심 위에 완전한 원형 돔으로 대체되었다.

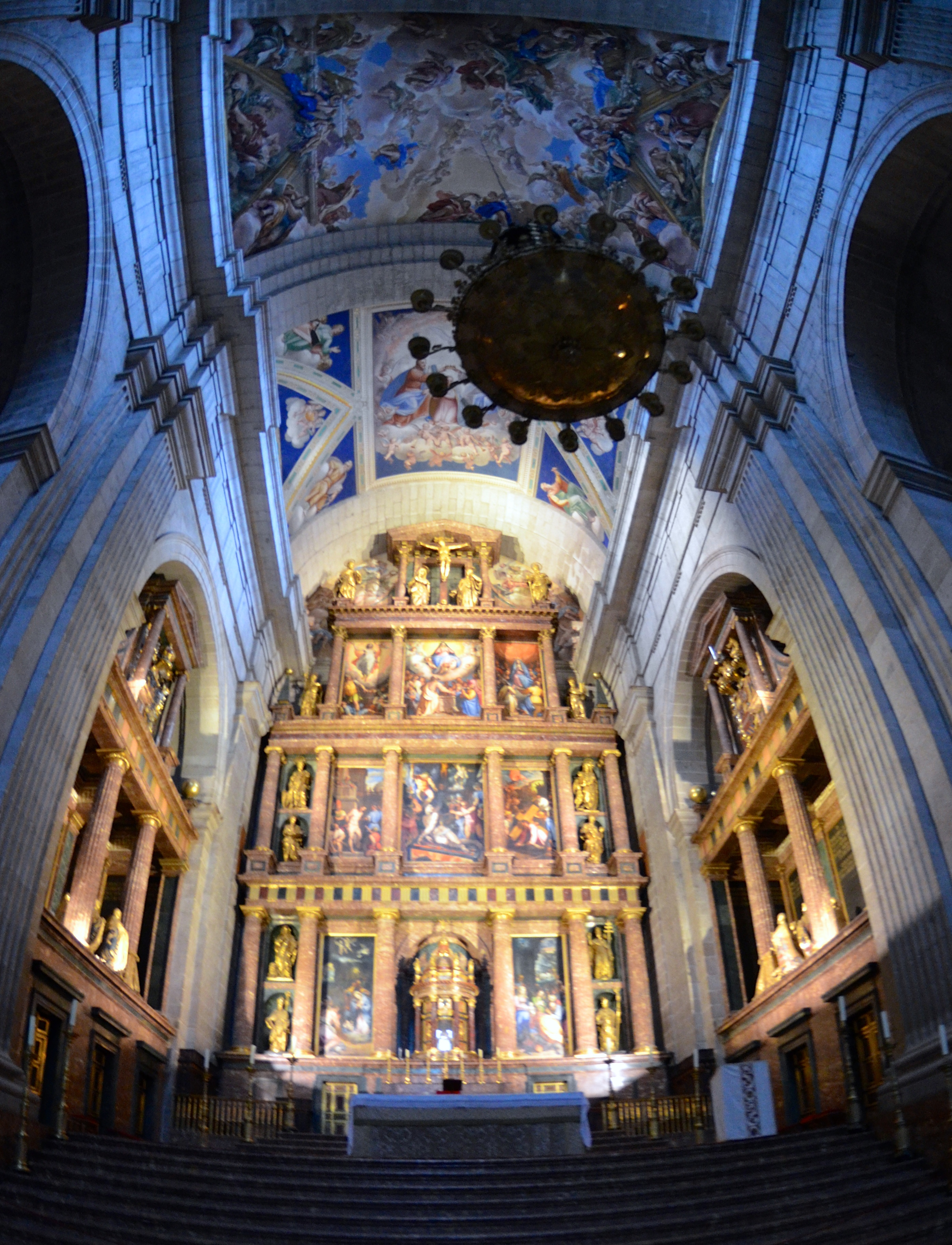
바실리카의 높은 계단

후안 바우티스타 데 톨레도가 성 베드로 대성당의 돔에서 본 분명한 경험은 엘에스코리알에 위치한 산로렌소 엘레알의 돔의 설계에 영향을 주었다. 하지만 로마의 돔은 점점 가늘게 만들어진 코린토스 양식의 기둥들이 지지하고 있는데 아칸서스 잎 모양을 띤 호화로운 기둥 머리, 정교하게 휘어진 기둥이 특징이다. 반면 엘에스코리알의 돔은 거의 100미터 상공으로 치솟아 있고 단순한 로마네스크 양식의 아치와 연결된 4개의 화강암 기둥, 단순함, 소박함, 딱딱함, 대체로 매력이 없는 느낌을 주는 도리아 양식을 띤 기둥이 특징이다. 반종교 개혁의 양면인 스페인 종교재판의 영향에 따른 엄연한 경직성과 엄숙한 의도는 성 베드로 대성당에서 볼 수 있는 관능적인 표현과 엘에스코리알 대성당의 전형적인 표현으로서 해석하는 행동은 이상한 행동이 아니다.

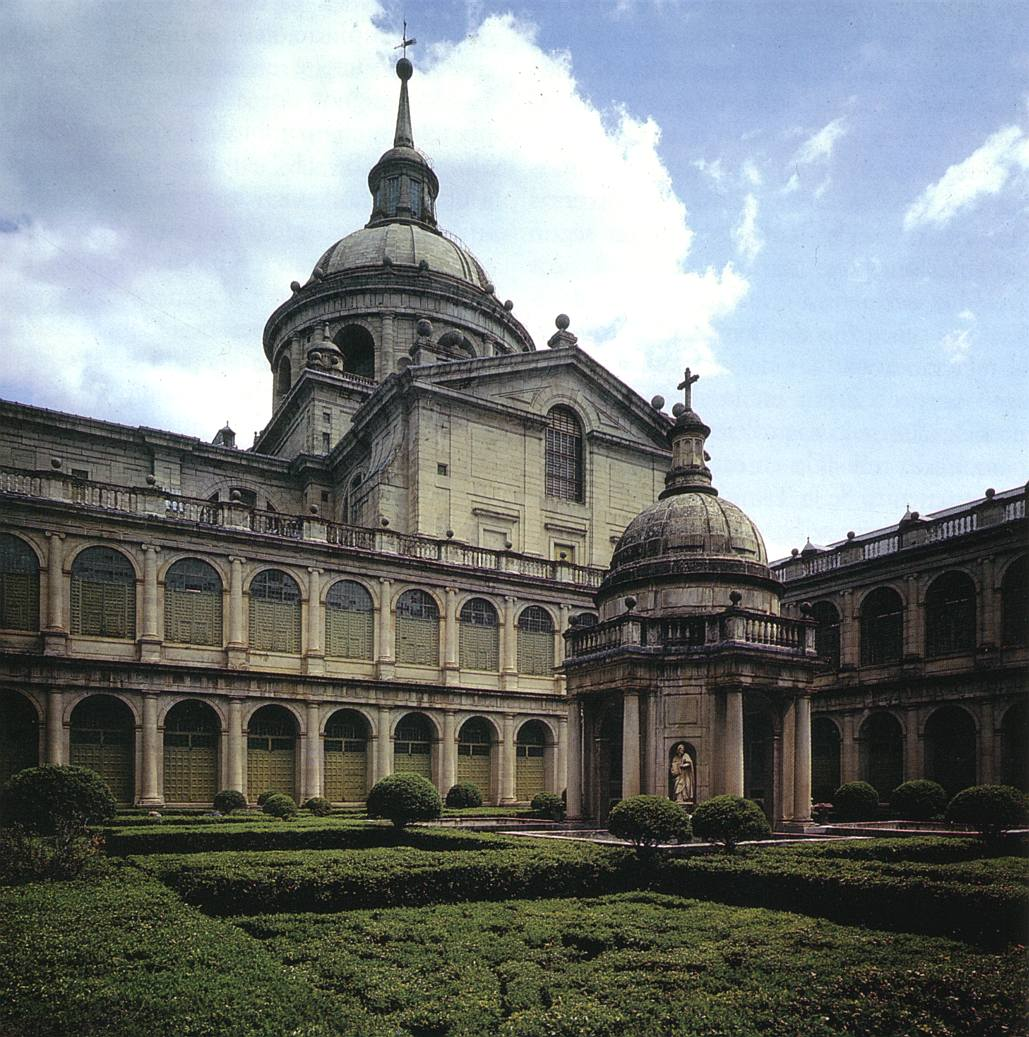
전도자의 안뜰

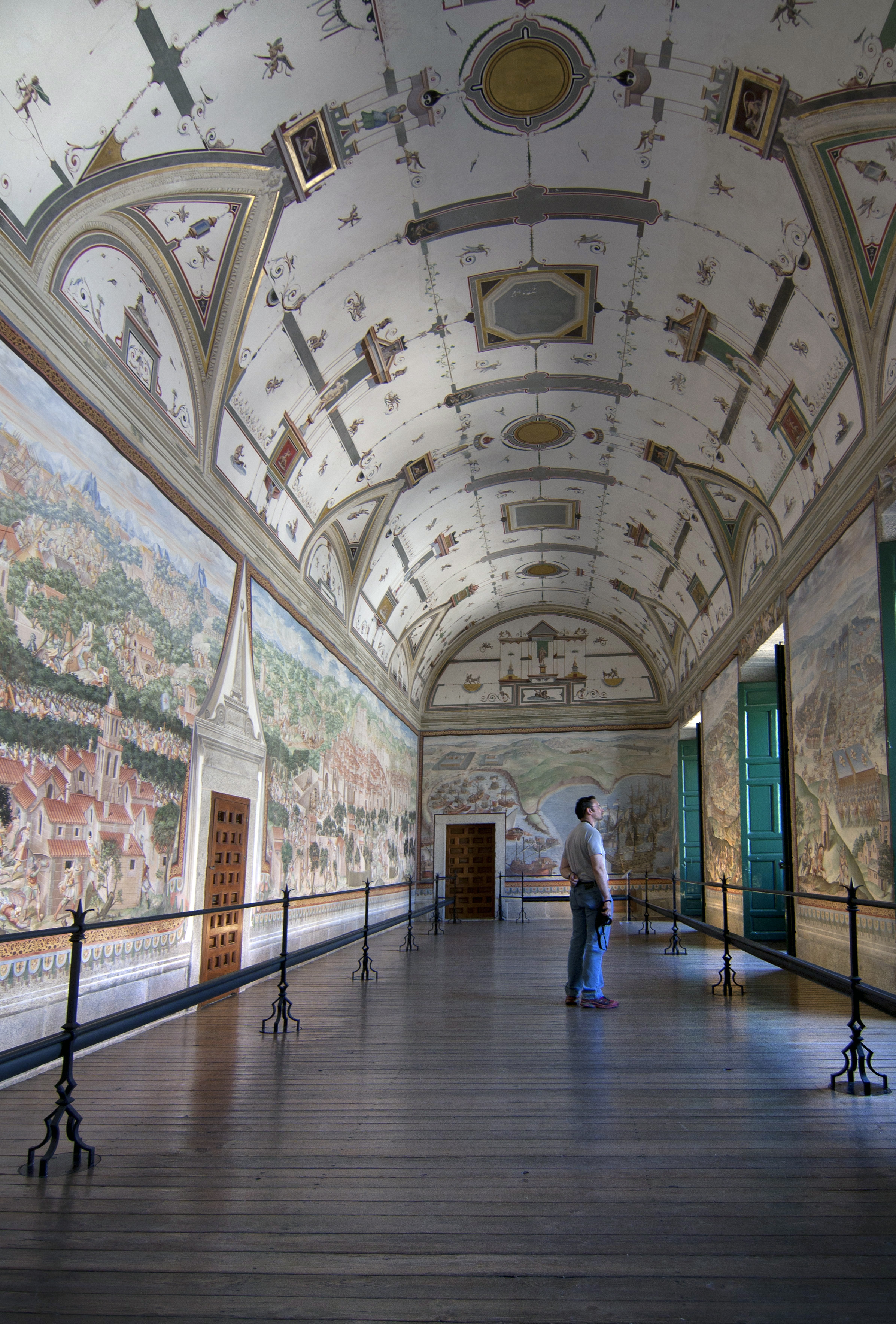
전쟁의 현관의 벽

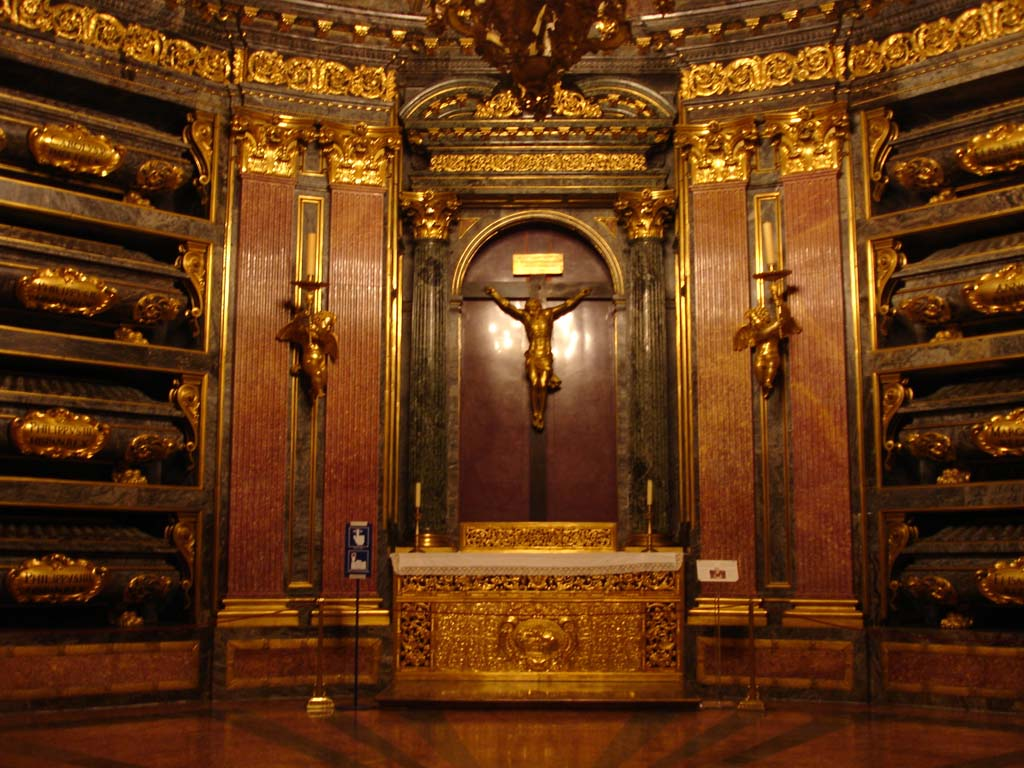
왕들의 판테온

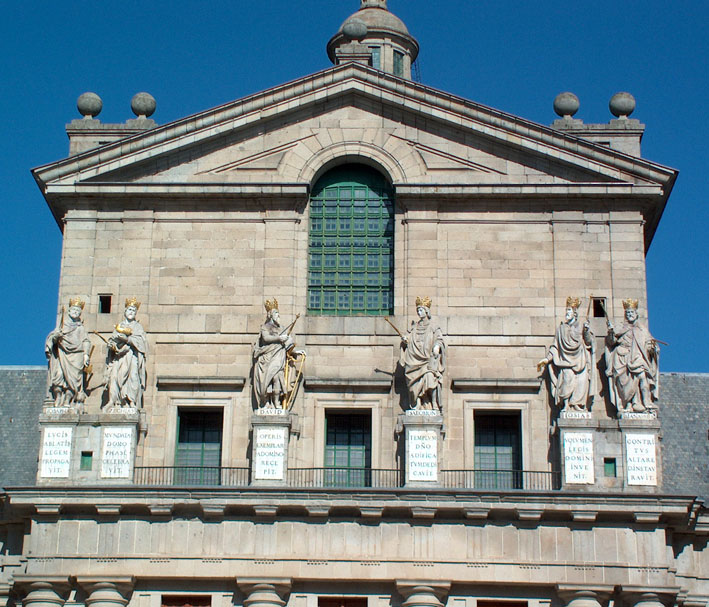
왕들의 안뜰의 상세한 모습

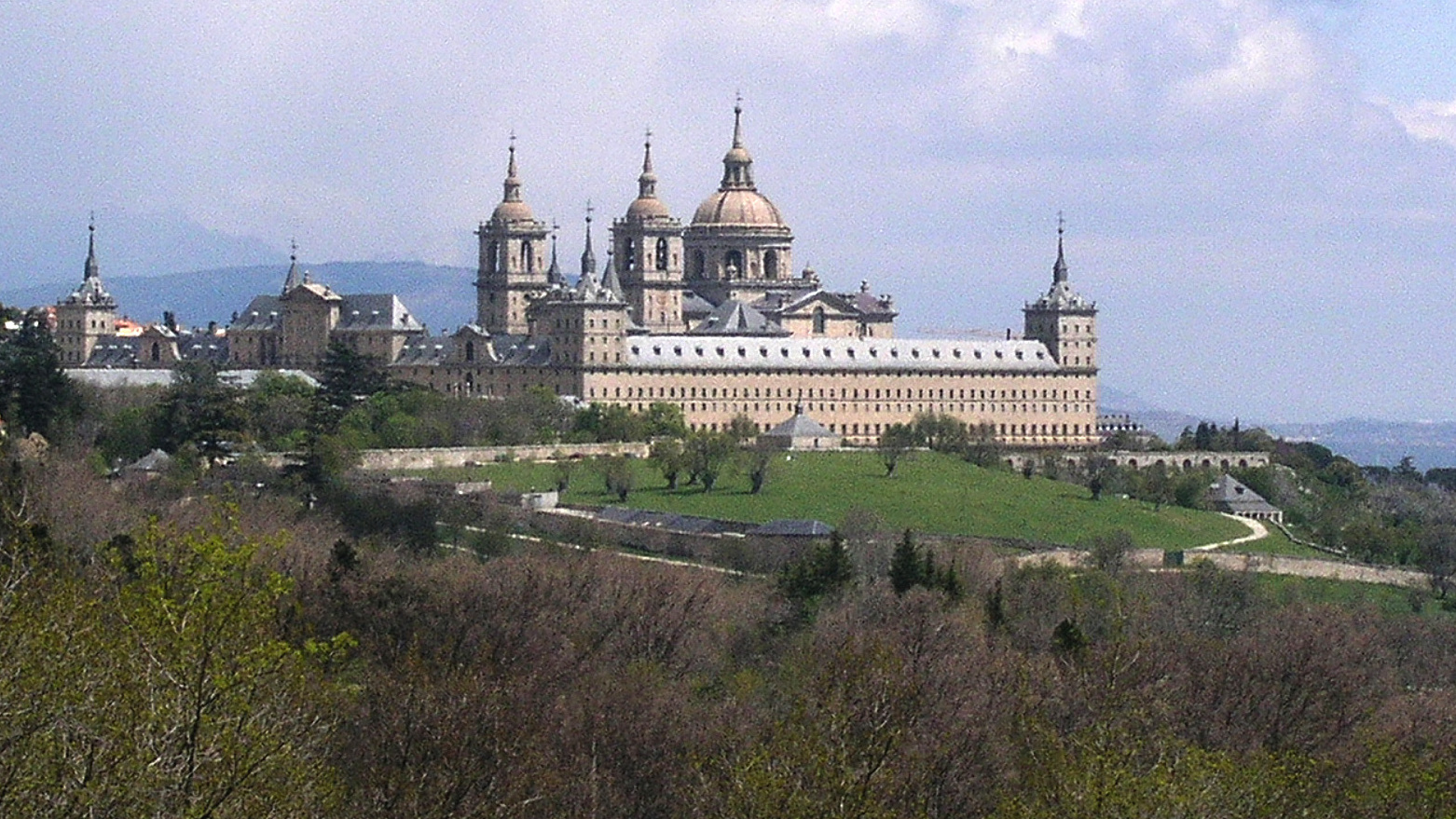
멀리서 본 엘에스코리알의 모습

교회에서 가장 화려하게 장식된 부분은 높은 제단을 둘러싼 공간이다. 제단 뒤에는 붉은 화강암과 벽옥으로 만든 3단 '레레도스'(reredos) 또는 제단 칸막이벽이 있는데 거의 28미터 높이의 벽옥은 레오네 레오니가 금으로 장식한 청동 조각상과 펠리페 3세가 의뢰한 종교화 3세트가 장식되어 있다. 어느 한쪽에는 무릎을 꿇은 카를로스와 펠리페의 가족들을 묘사한 실물 크기의 청동 금박 조각상이 설치되어 있으며 레오네 레오니 역시 자신의 아들인 폼페오 레오니의 도움을 받았다. 가장 낮은 단계의 중앙에 있는 얕은 층에는 성찬식의 물리적 요소를 형성하는 보고로서 후엔 데 에레라가 벽옥과 구리로 제작한 이른바 "희생의 집"이 있다.
이렇게 '레레도스'를 장식하기 위해 국왕은 미켈란젤로 부오나로티 또는 티치아노를 원했지만 두 거장은 이미 80세를 넘었고 건강도 허약했다. 결과적으로 펠리페 2세는 외국 대사들의 추천을 받기 위해 자문을 구했는데 그 결과는 당시 유럽에서 활동하던 군소 화가들의 장황한 행진이었다. 이들은 모두 국왕의 환심을 사기 위해 엘에스코리알의 건설 현장을 휘젓고 다녔다.
한 예배당은 벤베누토 첼리니가 제작한 하얀 대리석 조각으로 유명한 크루시픽스(Crucifix)를 전시하고 있다. 이 예수 그리스도의 조각상은 나체로 표현된 것이 특징인데 도덕성을 위해 성기를 덮고 있는 하나의 천을 두르고 있다. 

### 펠리페 2세의 궁전
대성당의 주요 제단 옆에 위치한 펠리페 2세의 궁전은 일련의 꾸밈없는 장식으로 꾸며져 있다. 이 곳은 국왕을 괴롭혀 온 통풍으로 인해 일상생활을 할 수 없게 되었을 때를 대비해서 자신의 침대에서 미사를 볼 수 있도록 설계한 창문이 특징이다.

### 전쟁의 현관
전쟁의 현관에 그려진 프레스코 벽화는 스페인 군대의 가장 중요한 승리를 묘사하고 있다. 여기서는 중세 시대에 스페인 군대가 무어인을 상대로 승리를 기록한 전투, 펠리페 2세가 프랑스를 상대로 기록한 여러 전투가 포함된다.

### 왕들의 판테온
왕들의 판테온에는 왕과 여왕의 유해가 담긴 26개의 대리석 무덤(이사벨 2세는 펠리페 2세 이후의 유일한 여왕)이 안치되어 있다. 카를 5세부터 현재까지 이르는 압스부르고 스페인과 부르봉가의 군주들 중에서 펠리페 5세, 페르난도 6세를 제외한 군주들의 시신이 이 곳에 안치되어 있다. 왕들의 판테온에는 군주들의 부모의 유해도 안치되어 있다. 이 곳에 유일하게 안치된 유일한 부군은 이사벨 2세 여왕의 남편이자 알폰소 12세 국왕의 아버지인 프란시스코 데 카디스 공작이다.
가장 최근에 왕들의 판테온에 안치된 군주는 알폰소 13세이다. 알폰소 13세는 1980년에 이탈리아 로마에 위치한 산타 마리아 인 몬세라토 교회에서 이 곳으로 이장되었다. 알폰소 13세의 아내인 빅토리아 에우게니 폰 바텐베르크는 2011년에 판테온에 매장되었다.
알폰소 13세의 셋째 아들인 후안 데 보르본 이 바텐베르그와 그의 며느리인 마리아 데 라스 메르세데스 디 보르보네두에시칠리에(후안 카를로스 1세 국왕의 아버지와 어머니)의 유해는 '푸드리데로'(pudridero) 또는 썩어가는 방이라고 부르는 준비된 구역에서 왕들의 판테온에 매장될 때까지를 기다린다. 이 유해들이 자리를 찾으면 판테온의 무덤들이 자리를 채우게 된다. 현재 퇴위한 후안 카를로스 1세 국왕과 소피아 왕비, 펠리페 6세 현 국왕과 레티시아 왕비에 대한 결정은 아직 발표되지 않았다.
엘에스코리알에는 2개의 '푸드리데로스'(pudrideros)가 있는데 하나느 왕들의 판테온을 위한 것이고 다른 하나는 왕자들의 판테온을 위한 것이다. 이들은 수도원을 방문한 수사들만 방문할 수 있다. 이 방들에는 고인의 유골이 작은 납골당에 안치되어 있으며 유골은 50년이 지나면 판테온의 대리석 무덤에 차례대로 놓이게 된다. 이는 시체의 완전한 분해를 위해 필요한 추정 시간이다.
빅토리아 에우게니 왕비, 후안 데 보르본과 마리아 데 라스 메르세데스가 왕들의 판테온에 안치된 것은 각각 전통에 대한 예외로 간주된다. 첫째, 빅토리아 에우게니는 비록 왕의 부인이기는 하지만 엄격한 의미에서 결코 왕의 어머니가 아니었다. 둘째, 후안 데 보르본은 1941년 1월 14일에 아버지의 권리를 포기했고 1977년 5월 14일에 자신의 아들인 후안 카를로스 1세를 위해 자신의 권리를 포기했던 스페인 왕실의 수장이었지만 결코 왕으로 군림하지 않았다. 셋째, 마리아 데 라스 메르세데스는 왕의 어머니였지만 왕의 아내는 아니었다. 그러나 몇몇 사람들은 후안 데 보르본은 1941년부터 1977년까지 스페인의 법률상 군주였다고 생각한다. 이러한 생각은 빅토리아 에우게니 왕비, 마리아 데 라스 메르세데스가 판테온에 안치될 자격을 부여할 것이다.
이러한 전통에는 이미 한 가지 예외가 있었는데 엘리자베트 드 프랑스 왕녀는 왕의 어머니가 되지 않은 유일한 왕비였다. 이는 엘리자베트의 유일한 아들, 즉 왕위에 오른 상속인이 엘리자베트의 뒤를 이어 사망했지만 왕으로 즉위할 수 있었기 때문이다.
광택을 띠는 벽은 톨레도에서 생산된 대리석에 금도금 청동으로 장식되어 있다. 엘에스코리알에 사용된 모든 나무들은 일명 쿠바의 황금해안이라고 부르는 사과라그란데(Sagua La Grande)의 고대 숲에서 나온 것이다.

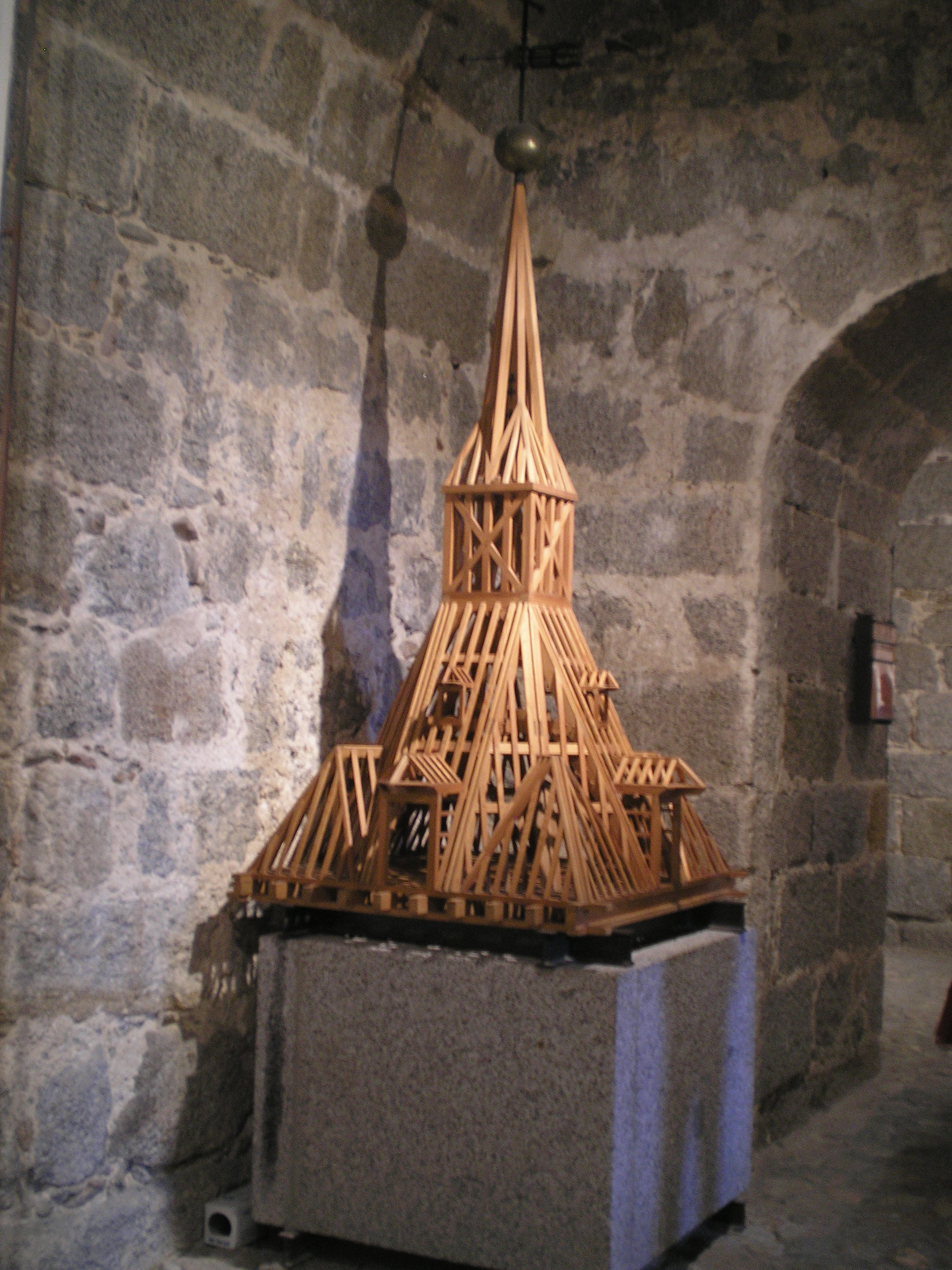
지붕의 목조 모형

### 왕자들의 판테온
1888년에 완공된 왕자들의 판테온은 군주들의 부모 이외의 왕자와 왕녀, 그리고 왕녀의 마지막 안식처이다. 특히 하얀 대리석으로 만든 바닥과 천장이 있는 돈 후안 데 아우스트리아의 무덤이 눈에 띈다. 가장 최근에 왕자들의 판테온에 매장된 왕족은 1992년 10월에 이장된 알폰소 데 보르본이다. 후안 카를로스 1세 국왕의 동생이기도 한 알폰소 데 보르본은 1956년에 포르투갈 이스토릴에서 총격으로 살해된 이후에 한동안 포르투갈에 매장되었다.
1994년에는 후안 카를로스 1세 국왕이 자신의 사촌이자 친한 친구였던 카를로스 데 보르본도스시실리아스를 스페인의 인판테로 격상시키는 칙령을 제정하면서 왕자들의 판테온에 안장될 수 있게 되었다. 2015년 10월에 사망한 카를로스 데 보르본도스시실리아스의 장례식이 엘에스코리알에서 거행되었고 그의 시신은 미래에 사용될 매장 공간인 푸드리데로에 안치되었다. 현재 사용이 가능한 60개의 공간 가운데 37개가 채워져 있다.

### 미술관
미술관에는 15세기, 16세기, 17세기 독일, 플랑드르, 베네치아, 롬바르디아, 리구리아, 이탈리아, 스페인의 학교에서 제작된 미술 작품들이 전시되어 있다.

### 건축 박물관
건축 박물관은 11개의 방으로 구성되어 있다. 이 곳에는 건설 과정에 사용된 도구, 크레인 및 기타 건축 자재, 건축 계획과 관련된 청사진과 각종 문서들이 전시되어 있는데 여기에는 매우 흥미로운 사실들이 포함되어 있다.

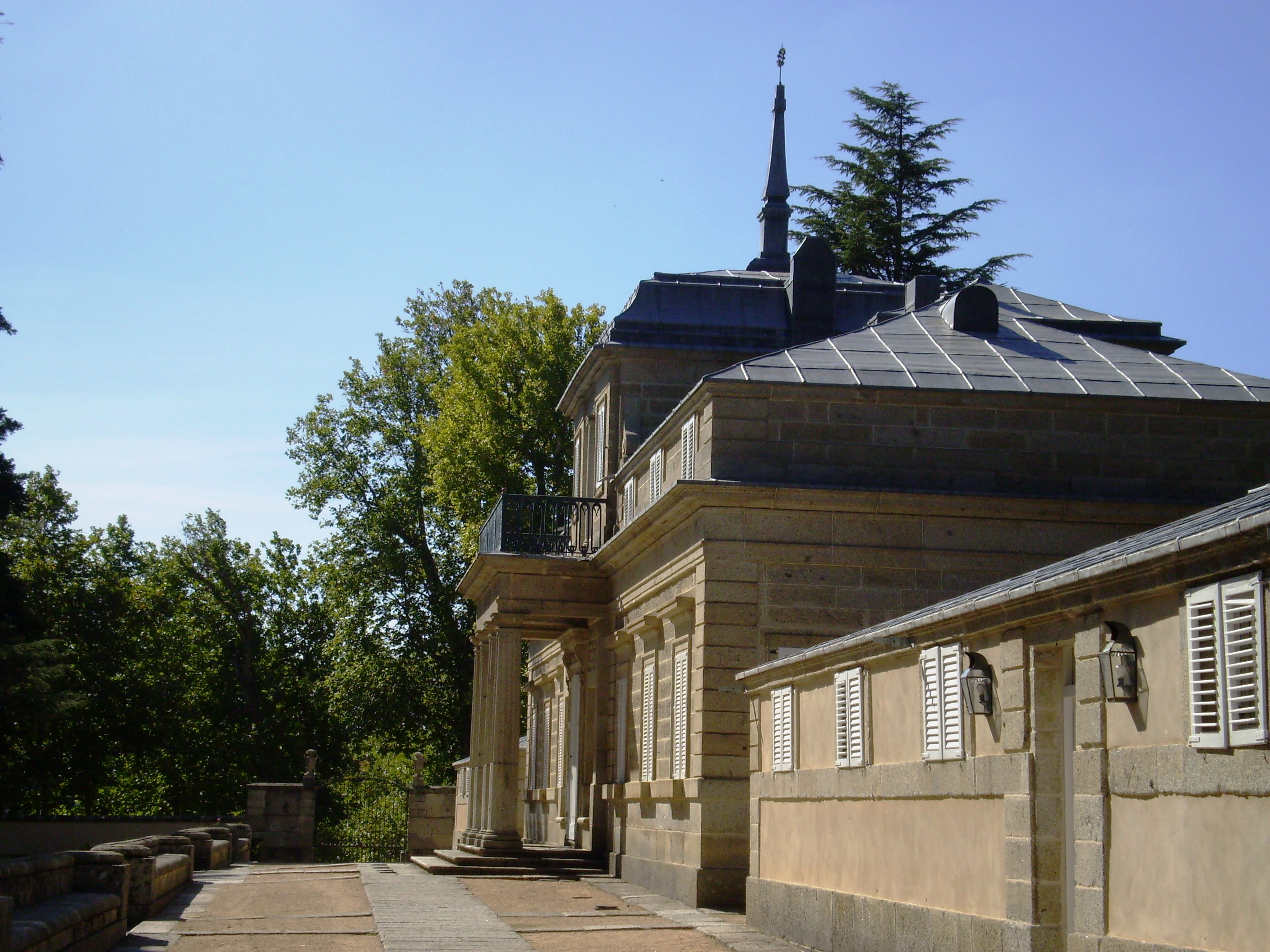
카시타 델 프린시페(Casita del Principe)는 1771년부터 1775년 사이에 미래의 카를로스 4세가 된 아스투리아스 공을 위하여 후안 데 비야누에바의 설계를 바탕으로 하여 건립되었다.

### 수도사들의 정원
수도사들의 정원은 거대한 자연의 애인이었던 펠리페 2세의 명령에 따라 건립되었으며 휴식과 명상을 위한 이상적인 장소로 여겨진다. 수도원에서 운영하는 성 아우구스티노 수사회 학교를 졸업한 마누엘 아사냐가 집필한 《회고록》(Memorias), 희곡 《수도사들의 정원》(El jardín de los frailes)에서는 수도사들의 정원과 관련된 내용이 등장한다. 학생들은 오늘날에도 이 곳을 학습과 시간을 보내기 위해서 사용한다.

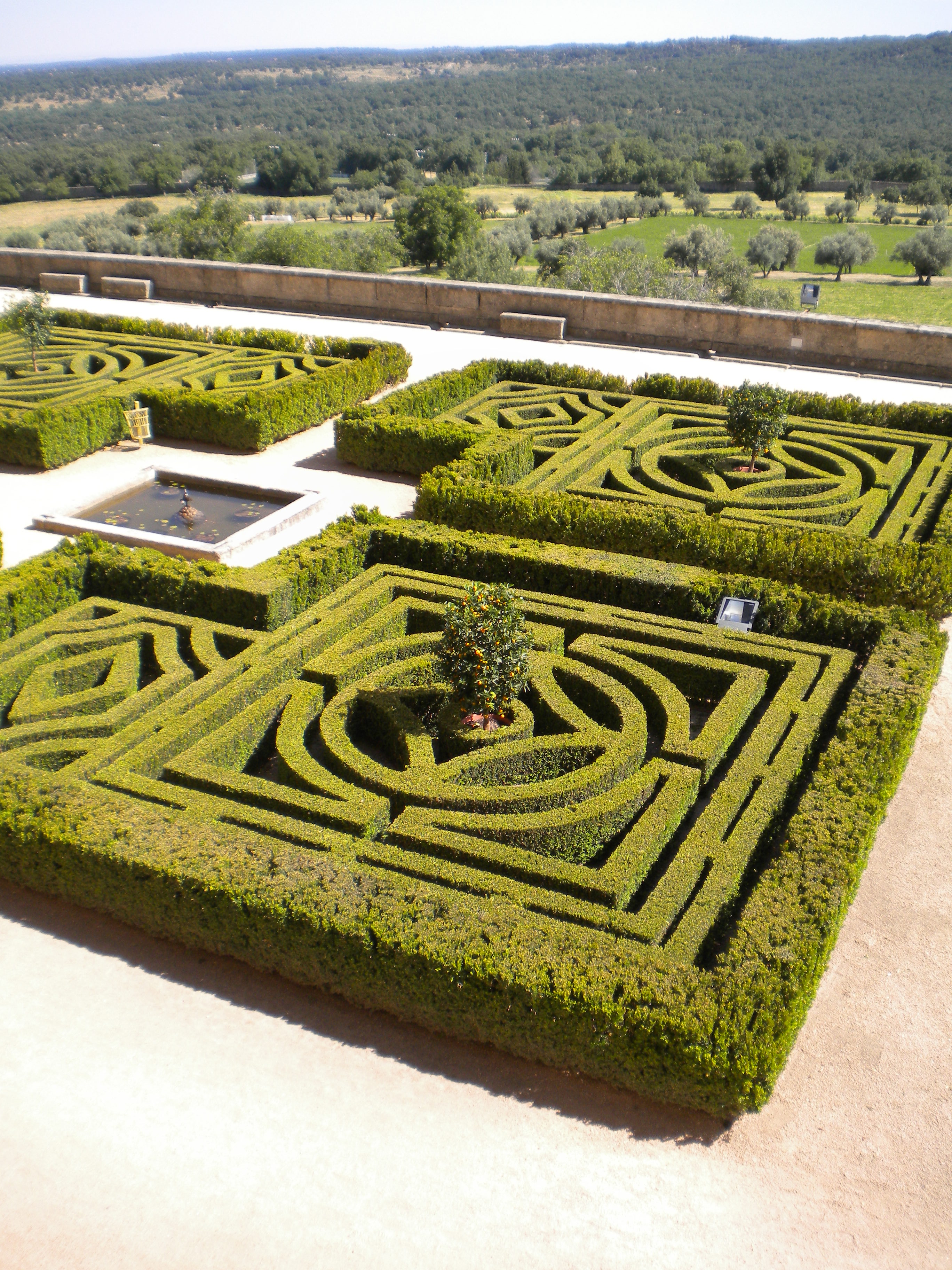
수도원의 북쪽 면에 인접한 정식 정원(수도사들의 정원)의 부분

### 도서관

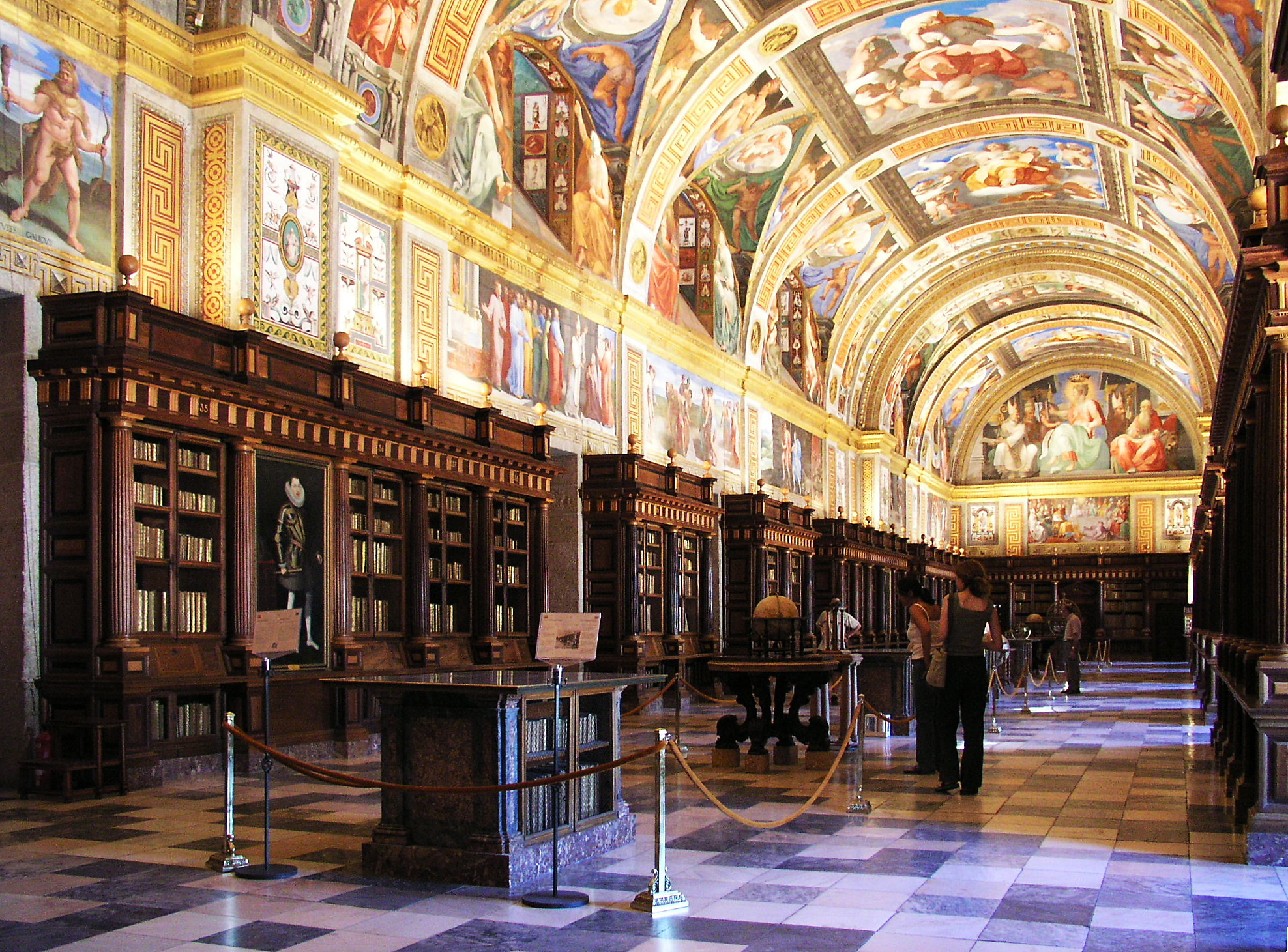
엘에스코리알 도서관

엘에스코리알은 도서관이 1개가 아닌 3개를 두고 있다. 첫 번째 도서관은 바실리카의 뒤쪽에 있다. 두 번째 도서관은 수도사들의 수도실과 방에 있는데 나중에 아우구스티노 수사회 수도사들의 소유로 변했다. 세 번째 도서관은 일반 대중과 왕족을 위해 내려진 특별한 보호 칙령을 통해 설계되었다.
왕립 도서관은 후안 데 톨레도와 후안 데 톨레도의 설계를 통해 시작되었다. 이는 바실리카와 함께 전체 계획의 심장을 이루었고 전체 계획의 외부와 분배를 여러 번 재설계하여 도서관 자체의 조직 변화를 수용했다. 후안 데 에레라의 작품에서는 늘 그렇듯이 유럽에서 가장 진보한 작품이었는데 유럽 대륙에서 중세 디자인에서 벗어난 최초의 도서관이었다. 도메니코 폰타나는 도서관을 방문한 이후에 영감을 얻어 바티관 도서관에 사용하였다.
도서관은 엘에스코리알의 다른 모든 것들과 마찬가지로 더 큰 상징 구조물의 일부를 형성하며 그 안에서 상징적인 의미를 갖는다. 도서관은 궁전과 교회의 공공장소 사이에 위치한다. 역사, 지리학, 식물학과 같이 가장 "신성 모독적인" 주제의 책들은 입구에서 가장 가까운 부분에 위치하고 있으며 복도가 바실리카를 향해 전진하면서 시, 문법, 수학과 같이 보다 추상적인 주제로 변한다. 도서관의 복도는 결국 다시 돌아보기 위해 다양한 구역으로 나눠져 있다. 바실리카에서 가장 가까운 주제는 국왕이 여러 주제들 중에서 가장 추상적인 증류물로 여겨졌던 주제, 바실리카에서 신의 기원과 가장 가까운 주제로 여겨진 신학, 기하학, 수학이다. 방문객들은 신에게 다가가서 그의 메시지를 이해하기 전에 시끄러운 세상을 뒤로 하고 지식의 전당을 걸어가야 하는데 이는 카를로스 1세와 펠리페 2세의 산술주의자들의 종교관과 상당히 일치하는 개념이다.
현재 도서관은 길이 54m, 폭 9m, 높이 10m의 거대한 홀에 대리석 바닥과 아름답게 조각된 나무 책꽂이가 있으며 40,000여 권의 책을 소장하고 있다. 데 에레라와 이탈리아의 건축 공학자인 히우세프 플레차 이 감보아는 전시물, 화재의 위험에 대한 보호물, 자연 조명에 대한 도서관의 소유물(대형 책꽂이)의 안전성에 신경을 썼다. 도서관은 옛 문화의 보존(다양한 문화의 역사를 스페인의 하나된 가톨릭 문화에 통합함), 새로운 문화의 발견(그 문화에 의해 상상됨)을 위해 고안된 권력, 위엄, 지적인 세계 지도력을 구현한 르네상스 시대의 표현이었다.
도서관의 천장에는 7개의 자유과(수사학, 변증법, 음악, 문법, 산술, 기하학, 천문학)를 소재로 한 프레스코 벽화가 장식되어 있다. 당시 대부분의 도서관과 달리 책꽂이는 벽에 수직이 아닌 벽에 배치되어 있다. 이러한 병렬 책꽂이 배치는 펠리페 2세에 의해서 "벽 장치"라고 불렀다.

#### 수집 과정
펠리페 2세는 개인 소장품들을 이 건축물에 기증했으며 서유럽의 인문주의 도서들과 저작물 취득에도 착수했다. 이 작업은 후안 데 에레라에 의해 계획되었는데 후안 데 에레라는 국왕의 신플라탄주의 사상을 공유하고 도서관의 책꽂이도 설계했다. 천장에 전시된 프레스코 벽화들은 펠레그리노 티발디가 담당했다. 펠리페 2세는 디자인 과정의 모든 부분, 특히 도서관과 관련된 부분에 관여했다.
펠리페 2세 시대에는 전부 고대 원고를 전담하는 방이 있었는데 대부분은 라틴어로 되어 있었다. 그리스어 원고도 많았지만 일부 히브리어, 아람어, 아랍어, 이탈리아어, 프랑스어, 스페인어 원고도 있었다. 약 1,800개의 아랍어 제목이 있었다. 이 가운데 첫 번째 책은 1571년에 후안 파에스 데 카스트로를 통해 획득했다. 나중에 대부분의 책들은 오스만 제국과의 여러 전투를 통해 "평화 가격"으로 획득했다. 펠리페 2세는 1571년에 적극적인 노력의 일환에 따라 자신의 고문 가운데 하나인 곤살로 페레스의 수집품 가운데 상당 부분을 구입했다. 이 부분은 시칠리아에서 작성된 그리스어 원고 57개, 칼라브리아에서 작성된 라틴어 원고 112개를 의미했다. 펠리페 2세는 또한 후안 파에스 데 카스트로의 개인 도서관에서 그리스어와 아랍어로 된 315개의 원고를 구입했다. 국왕은 자신의 제국과 주변 왕국을 여행하면서 특정 대사들에게 엘에스코리알 도서관을 위한 최고의 수집품을 찾아 구입하라는 명령을 내리게 된다. 이들 대사는 그들의 움직임을 파악할 수 있는 완전한 권한을 갖고 있었고 그들의 모든 여행을 통해 그들과의 접촉을 유지한 수석 도서관장에 의해 조정되었다. 디에고 구스만 데 실바는 그러한 대사들 가운데 하나였으며 특히 1569년부터 1577년까지 베네치아에 거주하던 동안에 입수한 고대 그리스어 원고와 라틴어 필사본은 도서관의 중요한 구입품 가운데 하나가 되었다.
1576년에 작성된 도서 목록은 4,546권에 달하는 책, 2,000권이 넘는 원고, 2,500권의 인쇄된 책을 수록했다. 같은 해에 당시 스페인에서 가치가 높은 귀중품으로 여겨졌던 디에고 우르타도 데 멘도사의 도서 목록이 구입되어 추가되었다. 이 책에는 850개의 필사본과 1,000권 이상의 인쇄된 책이 포함되어 있다. 이때 도서관의 규모는 베니토 아리아스 몬타노를 특별히 고용하여 주제 이외의 책들을 정리하고 언어별로 분류해야 할 정도였다.
1580년대에 도서관은 그것의 가장 독특한 작품들 가운데 일부를 얻었다. 호르헤 베테타는 9세기에 작성된 《서고트인 회의》(Concilios visigosticos)의 원고를 기증했다. 베테타는 그라나다 도서관에서 이사벨 데 카스티야가 소유하고 있던 놀라운 시각적인 아름다움을 가진 《호라티우스의 도서관》을 비롯한 여러 권의 책들을 입수했다. 펠리페 2세가 여러 학문을 통해 획득한 다른 귀중한 도서관은 페드로 파하르도의 도서관, 당시 스페인에서 가장 큰 도서관 가운데 하나였던 안토니오 아구스틴의 도서관이었다. 많은 책들이 바티칸에 도착했기 때문에 모든 책들이 여전히 엘에스코리알에 있던 것은 아니었지만 그 책들 중 약 1,000권은 여전히 그 곳에서 발견될 수 있었다. 국왕은 종종 난해하거나 과학적이거나 신학적인 주제를 다룬 희귀한 책들을 동양에서 적극적으로 구입했다. 펠리페 2세는 또한 종교재판에서 금지되었다고 여겨진 400권 이상의 책들을 수집하고 보존했는데 이러한 책들을 "오해"할 가능성이 있는 사람들에게만 제공해서는 안 되지만 전문가들이 이용할 수 있어야 한다는 의견에는 동의했다. 엘에스코리알 도서관은 1602년까지 대규모의 지도 자료 수집된 150개가 넘는 수학적 도구들을 소유하고 있었다. 펠리페 2세는 자신이 죽기 이전에 작성한 유언장을 통해 엘에스코리알 도서관에서 새로운 책을 얻을 수 있도록 연금을 남겨줄 것을 요청했다.
펠리페 3세는 이론적으로 기울지 않았음에도 불구하고 아버지가 시행했던 도서관 강화 정책을 계속했다. 펠리페 3세는 특히 가치 있고 오래된 책을 계속 찾고 구입했을 뿐만 아니라 엘에스코리알 도서관이 제국 내에서 출판된 모든 책의 사본을 받아야 하는 내용이 담긴 새로운 법령을 공포했다. 물론 도서관을 위해 책을 계속 찾으라는 명령은 유지되었다. 아리아스 몬타노는 히브리어 원고의 원본을 무더기로 기증했고 루이스 파하르도 데 코르도바는 물레이 지단 술탄과의 전쟁에서 노획한 자이다니 도서관의 모든 소장본을 입수했다.
도서관은 펠리페 4세 시대에 정점에 달했지만 1671년에 일어난 대화재로 인해 도서관에 보관되어 있던 책들의 상당 부분이 소실되었다. 가장 대표적인 손실 중에는 《서고트인 회의》(Concilios visigóticos), 프란시스코 에르난데스 데 톨레도가 생물학 및 식물학에 관하여 저술한 19권 분량의 백과사전인 《인도의 자연사》(Historia natural de las Indias)가 있었다. 안토니오 데 산호세 신부는 화재 이후에 25년 넘게 남아 있던 사본들의 목록을 재분류했는데 안토니오 데 산호세 신부가 복원한 책들만 45,000권에 달한다. 스페인에서 합스부르크 왕조가 몰락하고 스페인 왕위 계승 전쟁이 일어나면서 부르봉가가 왕위에 오르면서 부르봉가 출신 군주들이 도서관을 위한 서적 취득 경향을 뒤집고 프랑스나 자신의 도서관으로 책을 보내기 위해 외부로 유출되면서 추가적인 손실이 일어났다.
현재 이 도서관에 소장된 책은 40,000권이 넘는다. 도서관에는 오토니아 하인리히 3세의 황금복음서(1045년 ~ 1046년)와 같이 중요한 장식사본이 많이 포함되어 있다. 12세기에 작성된 시리아의 자서전인 《키타브 알이티바르》의 유일한 사본은 19세기에 이 곳에서 발견되었다.

## 성유물함
성인공경을 다루는 트리엔트 공의회가 승인한 규칙에 따라 펠리페 2세는 가톨릭 전체에서 가장 큰 유산 가운데 하나를 수도원에 기증했다. 이 소장품은 약 7,500여 점의 유물로 구성되어 있으며 후안 데 에레라가 디자인한 570여 점의 조각 유물들이 보관되어 있다. 조각의 대부분은 장인인 후안 데 아르페 비야파녜(Juan de Arfe Villafañe)에 의해 지어졌다. 이러한 유물들은 매우 다양한 형태(머리, 팔, 피라미드 케이스, 금고 등)로 구성되어 있고 수도원 전체에 분포하고 있으며 가장 중요한 것은 바실리카에 집중되어 있다.

## 주변 건축물
후안 데 에레라는 수도원의 북쪽 정면에 위치한 카사스 데 오피코스(Casas de Oficios, 공무 건축물)를 설계했으며 후안 데 에레라의 후임 건축가인 프란시스코 데 모라는 카사 데 라 콤파냐(Casa de la Compaña, 회사 구역)를 설계했다.

## 같이 보기
- 스페인 황금기